# 石板镇 (贵阳市)
石板镇，又名石板哨，是中华人民共和国贵州省貴陽市花溪区下辖的一个乡镇级行政单位。

## 行政区划
石板镇下辖以下地区：
街道社区、蔡冲社区、矿灯厂社区、石板一村、摆勺村、羊龙村、合朋村、花渔井村、云凹村、石板二村、镇山村、隆昌村、茨凹村、盖冗村、花街村和芦荻村。

## 交通
- 沪昆铁路：石板哨站

## 中国传统村落
2012年，镇山村大寨被评为首批“中国传统村落”。